# مارکو آنگیلری
مارکو آنگیلری (انگلیسی: Marco Anghileri؛ زادهٔ ۱۱ آوریل ۱۹۹۱) بازیکن فوتبال اهل ایتالیا است.